# Пемаянґсте (монастир)
Пемаянґсте (Pemayangste) — буддистський монастир, розташований в містечку Пемаянґсте (біля Ґейзінґу), округ Західний Сіккім, штат Сіккім, Індія, на висоті 2086 м над рівнем моря. Це один з найстаріших, та ймовірно найбільш вшанований монастир Сіккіму.
Вважається, що на місцях, де молився гуру Рінпоче, було засновано чотири монастиря — Дубді (найстаріший), Ташідінґ, Пемаянґсте і Санґачоелінґ. Вважається, що монастир був заснований одним з перших буддистів Сіккіму, Лхатсуном Чхембо. Тоді як монастирі Ташідінґ і Санґачоелінґ були відкриті для всіх монахів, Пемаянґсте мав обмеження, до нього приймалися лише лами та-санґ («чисті монахи»). За легендою, при заснуванні монастиря Лхатсун Чхембо описав «чистих монахів» як людей виключно тибетського походження, що дотримуються безшлюбності та не мають фізичних недоліків. Зараз лише монахи цього монастиря все ще можуть називатися цим титулом.
Досить скоро він став центральним монастирем штату, і зараз його часто називають «головним», його важливість зростала та досягла піку з наданням лише його монахам права помазання чоґ'ялів (монархів) Сіккіму священною водою.
Монастир Пемаянґсте отримав культурні традиції від монастиря Міндолінґ в центральному Тибеті. До кінця 19 століття навіть існувала практика відправлення груп монахів з Пемаянґсте на навчання до Міндолінґу, хоча пізніше ця практика припинилася.
В монастирі зберігаються численні старовинні статуї та об'єкти поклоніння, його стіни прикрашені картинами і скульптурами. Відомою пам'яткою монастиря є велика семиповерхова дерев'яна структура, що зображує небесний палац гуру Рінпоче, «Сантопалрі», збудована одною людиною за п'ять років.
Також в монастирі проводиться відомий танець «чаам» (танець монахів) на 28 та 29 день 12 місяця тибетського місячного календаря. Монахи одягаються в яскраві костюми, що зображують Махакалу та гуру Драг-Дмара. Танець закінчується лише на третій день розгортанням гігантського буддистського свитку.